# Quatuor à cordes no 1 de Tchaïkovski
Pour les articles homonymes, voir Quatuor à cordes no 1.
Le Quatuor à cordes no 1 en ré majeur, op. 11, de Piotr Ilitch Tchaïkovski fut composé en février 1871. Le quatuor se compose de deux violons, d'un alto et d'un violoncelle. La première représentation eut lieu à Moscou, le 16 mars 1871.
Le deuxième mouvement (Andante cantabile) est basé sur une mélodie populaire. Tchaïkovski entendit un peintre en bâtiment la siffler et il l'intégra finalement dans son premier quatuor à cordes. La mélodie devient dès lors, et à juste titre, célèbre. Donné en concert au conservatoire de Moscou en l'honneur de Léon Tolstoï en 1877, ce dernier très ému à l'audition du deuxième mouvement, ne put retenir ses larmes. Le mouvement fut, en outre, arrangé par Tchaïkovski en février 1888 pour un violoncelle (soliste) accompagné d'un orchestre à cordes. La première représentation de cet arrangement eut lieu à Paris le 16/28 février 1888 par Anatolii Brandukov sous la direction de Tchaïkovski lui-même.
La partition est dédiée à Sergueï Alexandrovitch Ratchinski et son exécution dure approximativement 30 minutes. L'exécution du deuxième mouvement seul dure, elle, 6.5 minutes.

## Structure
1. Moderato e simplice (ré majeur)
2. Andante cantabile (si bémol majeur)
3. Scherzo. Allegro non tanto e con fuoco (ré mineur)
4. Finale. Allegro giusto (ré majeur)